# Amiota steyskali
Amiota steyskali este o specie de muște din genul Amiota, familia Drosophilidae, descrisă de Maca în anul 2003. Conform Catalogue of Life specia Amiota steyskali nu are subspecii cunoscute.